# Ruggiero Rizzitelli
Ruggiero Rizzitelli (Margherita di Savoia, 2 settembre 1967) è un ex calciatore italiano, di ruolo attaccante.
Era soprannominato Rizzi-gol.

## Caratteristiche tecniche
Attaccante preferibilmente esterno, era una punta veloce e abile nel gioco aereo, nonostante la statura non elevatissima. Si integrava bene con una punta classica da area di rigore (come Rudi Völler).

## Carriera

### Giocatore

#### Club
La sua carriera calcistica tra i professionisti inizia con il Cesena, al quale approda quattordicenne e con il quale fa tutta la trafila delle giovanili. Dopo l'esordio nella stagione 1984-1985 nel campionato di Serie B, conquista la promozione al termine del campionato di Serie B 1986-1987, ed esordisce in Serie A l'anno successivo, in cui segna 5 gol in 30 presenze.
Nella stagione 1988-1989 viene acquistato dalla Roma per 5,7 miliardi più i cartellini di Sergio Domini (valutato 1,8 miliardi) e Massimo Agostini per un totale di 9 miliardi di lire. In sei stagioni realizza 29 gol in campionato. Con i giallorossi nel 1991 vince la Coppa Italia, e sempre in quell'anno sfiora la conquista della Coppa UEFA, perdendo la finale tutta italiana contro l'Inter. Rizzitelli realizza anche il gol della finale di ritorno vinta dalla Roma per 1-0 all'Olimpico (l'Inter all'andata al Meazza si era imposta per 2-0).

Rizzitelli capitano del Torino nella stagione 1995-96

Nel 1994 passa al Torino, dove conosce il suo periodo più prolifico dal punto di vista realizzativo, mettendo a segno 30 reti in due stagioni. Da ricordare i suoi gol nei derby della stagione 1994-1995, che permisero alla squadra granata di aggiudicarsi entrambe le partite con il risultato di 3-2 in casa e 2-1 fuori casa. Al termine della stagione 1995-1996 la squadra granata retrocede in Serie B, e Rizzitelli decide di andare a giocare nella Bundesliga tedesca, approdando al Bayern Monaco, allora guidato da un altro italiano, Giovanni Trapattoni. Rizzitelli vi rimane per due stagioni e vince col Bayern un titolo nazionale nel 1996-1997 e la Coppa di Germania nel 1997-1998, contribuendo a tali successi con 11 reti in 45 presenze.
Andato via Trapattoni, alla volta della Fiorentina, anche Rizzitelli decide di ritornare in Italia, trasferendosi al Piacenza a parametro zero. Vi rimane per due stagioni nella massima serie, offrendo un rendimento al di sotto delle aspettative, anche a causa dell'esplosione di Simone Inzaghi. Svincolatosi dopo la retrocessione, nell'ottobre 2000 torna a Cesena, in Serie C1, per sostituire Marcello Campolonghi ceduto al Siena; in Romagna chiude la carriera dopo una sola stagione, nella quale realizza 6 reti in 14 partite.

#### Nazionale

Rizzitelli in gol per l'Italia Under-21, contro i pari età della Francia, nei quarti di finale dell'europeo di categoria 1988

Ha fatto parte della nazionale Under-21 e della nazionale Olimpica, con la quale ha preso parte all'Olimpiade del 1988 in Corea del Sud.
Convocato da Azeglio Vicini ai tempi della militanza nel Cesena (primo giocatore nella storia del club romagnolo), ha esordito in nazionale il 20 febbraio 1988, a 20 anni, entrando al posto di Gianluca Vialli nel secondo tempo della gara amichevole vinta per 4-1 contro l'Unione Sovietica a Bari. Successivamente fu inserito tra i 20 convocati per l'Europeo 1988, disputato nell'allora Germania Ovest, nel quale tuttavia non fu mai impiegato.
Dopo 2 anni e mezzo di assenza, fece ritorno in nazionale il 12 giugno 1991, quando realizzò il suo primo gol in azzurro nella gara del Torneo Scania vinta per 2-0 contro la Danimarca. Il successivo 12 ottobre, nella partita delle qualificazioni all'Europeo 1992 che sancì l'eliminazione degli Azzurri, a Mosca contro l'Unione Sovietica, colpì un palo negli ultimi minuti. Infine, il 13 novembre 1991 a Genova realizzò un gol nella sua ultima presenza in azzurro, che coincise con la prima partita da commissario tecnico di Arrigo Sacchi, un pareggio 1-1 contro la Norvegia nelle qualificazioni europee, con l'Italia già eliminata. Concluse la sua esperienza in nazionale con 2 reti in 9 presenze.

### Dopo il ritiro
Per la stagione 2002-2003 Ruggiero Rizzitelli partecipa in TV alla trasmissione di Rai Due Quelli che il calcio, condotta da Simona Ventura, giocando nel Maifredi Team. La squadra, composta da calciatori non più in attività, ogni domenica ripropone le azioni dei gol più importanti della giornata di campionato, sotto la guida di Gigi Maifredi.
Successivamente ha lavorato come commentatore per Sky e ha aperto un ristorante. Ora è commentatore delle partite della Roma nei post-partita sul canale ufficiale giallorosso Roma TV.
Nel 2008 ha partecipato in un cameo alla pellicola Amore, bugie & calcetto di Luca Lucini, interpretando sé stesso assieme ad altri ex calciatori.

## Statistiche

### Presenze e reti nei club
| Stagione             | Squadra              | Campionato           | Campionato | Campionato | Coppe nazionali | Coppe nazionali | Coppe nazionali | Coppe continentali | Coppe continentali | Coppe continentali | Altre coppe | Altre coppe | Altre coppe | Totale | Totale |
| Stagione             | Squadra              | Comp                 | Pres       | Reti       | Comp            | Pres            | Reti            | Comp               | Pres               | Reti               | Comp        | Pres        | Reti        | Pres   | Reti   |
| -------------------- | -------------------- | -------------------- | ---------- | ---------- | --------------- | --------------- | --------------- | ------------------ | ------------------ | ------------------ | ----------- | ----------- | ----------- | ------ | ------ |
| 1984-1985            | Cesena               | B                    | 0          | 0          | CI              | 0               | 0               | -                  | -                  | -                  | -           | -           | -           | 0      | 0      |
| 1985-1986            | Cesena               | B                    | 6          | 0          | CI              | 0               | 0               | -                  | -                  | -                  | -           | -           | -           | 6      | 0      |
| 1986-1987            | Cesena               | B                    | 26+2       | 2+1        | CI              | 4               | 0               | -                  | -                  | -                  | -           | -           | -           | 32     | 3      |
| 1987-1988            | Cesena               | A                    | 30         | 6          | CI              | 5               | 4               | -                  | -                  | -                  | -           | -           | -           | 35     | 10     |
| 1988-1989            | Roma                 | A                    | 20         | 2          | CI              | 5               | 4               | CU                 | 2                  | 0                  | -           | -           | -           | 27     | 6      |
| 1989-1990            | Roma                 | A                    | 34         | 5          | CI              | 6               | 3               | -                  | -                  | -                  | -           | -           | -           | 40     | 8      |
| 1990-1991            | Roma                 | A                    | 24         | 5          | CI              | 8               | 4               | CU                 | 8                  | 4                  | -           | -           | -           | 40     | 13     |
| 1991-1992            | Roma                 | A                    | 26         | 6          | CI              | 4               | 4               | CdC                | 5                  | 2                  | SI          | 0           | 0           | 35     | 12     |
| 1992-1993            | Roma                 | A                    | 26         | 7          | CI              | 8               | 2               | CU                 | 8                  | 3                  | -           | -           | -           | 42     | 12     |
| 1993-1994            | Roma                 | A                    | 24         | 4          | CI              | 3               | 0               | -                  | -                  | -                  | -           | -           | -           | 27     | 4      |
| Totale Roma          | Totale Roma          | Totale Roma          | 154        | 29         |                 | 34              | 17              |                    | 23                 | 9                  |             | 0           | 0           | 211    | 55     |
| 1994-1995            | Torino               | A                    | 32         | 19         | CI              | 2               | 1               | -                  | -                  | -                  | -           | -           | -           | 34     | 20     |
| 1995-1996            | Torino               | A                    | 28         | 11         | CI              | 1               | 0               | -                  | -                  | -                  | -           | -           | -           | 29     | 11     |
| Totale Torino        | Totale Torino        | Totale Torino        | 60         | 30         |                 | 3               | 1               |                    | -                  | -                  |             | -           | -           | 63     | 31     |
| 1996-1997            | Bayern Monaco        | BL                   | 25         | 7          | CG              | 3               | 0               | CU                 | 2                  | 0                  | -           | -           | -           | 30     | 7      |
| 1997-1998            | Bayern Monaco        | BL                   | 20         | 4          | CG+CdL          | 2+1             | 1+0             | UCL                | 4                  | 0                  | -           | -           | -           | 27     | 5      |
| Totale Bayern Monaco | Totale Bayern Monaco | Totale Bayern Monaco | 45         | 11         |                 | 6               | 1               |                    | 6                  | 0                  |             | -           | -           | 57     | 12     |
| 1998-1999            | Piacenza             | A                    | 12         | 0          | CI              | 2               | 1               | -                  | -                  | -                  | -           | -           | -           | 14     | 1      |
| 1999-2000            | Piacenza             | A                    | 21         | 1          | CI              | 4               | 1               | -                  | -                  | -                  | -           | -           | -           | 25     | 2      |
| Totale Piacenza      | Totale Piacenza      | Totale Piacenza      | 33         | 1          |                 | 6               | 2               |                    | -                  | -                  |             | -           | -           | 39     | 3      |
| 2000-2001            | Cesena               | C1                   | 14         | 6          | CI              | 0               | 0               | -                  | -                  | -                  | -           | -           | -           | 14     | 6      |
| Totale Cesena        | Totale Cesena        | Totale Cesena        | 76+2       | 14+1       |                 | 9               | 4               |                    | -                  | -                  |             | -           | -           | 87     | 19     |
| Totale carriera      | Totale carriera      | Totale carriera      | 370        | 86         |                 | 58              | 25              |                    | 29                 | 9                  |             | 0           | 0           | 457    | 120    |

### Cronologia presenze e reti in nazionale
| Cronologia completa delle presenze e delle reti in nazionale ― Italia | Cronologia completa delle presenze e delle reti in nazionale ― Italia | Cronologia completa delle presenze e delle reti in nazionale ― Italia | Cronologia completa delle presenze e delle reti in nazionale ― Italia | Cronologia completa delle presenze e delle reti in nazionale ― Italia | Cronologia completa delle presenze e delle reti in nazionale ― Italia | Cronologia completa delle presenze e delle reti in nazionale ― Italia | Cronologia completa delle presenze e delle reti in nazionale ― Italia |
| Data                                                                  | Città                                                                 | In casa                                                               | Risultato                                                             | Ospiti                                                                | Competizione                                                          | Reti                                                                  | Note                                                                  |
| --------------------------------------------------------------------- | --------------------------------------------------------------------- | --------------------------------------------------------------------- | --------------------------------------------------------------------- | --------------------------------------------------------------------- | --------------------------------------------------------------------- | --------------------------------------------------------------------- | --------------------------------------------------------------------- |
| 20-2-1988                                                             | Bari                                                                  | Italia                                                                | 4 – 1                                                                 | Unione Sovietica                                                      | Amichevole                                                            | -                                                                     | 46’                                                                   |
| 27-4-1988                                                             | Lussemburgo                                                           | Lussemburgo                                                           | 0 – 3                                                                 | Italia                                                                | Amichevole                                                            | -                                                                     | 69’                                                                   |
| 4-6-1988                                                              | Brescia                                                               | Italia                                                                | 0 – 1                                                                 | Galles                                                                | Amichevole                                                            | -                                                                     | 70’                                                                   |
| 19-10-1988                                                            | Pescara                                                               | Italia                                                                | 2 – 1                                                                 | Norvegia                                                              | Amichevole                                                            | -                                                                     | 46’                                                                   |
| 16-11-1988                                                            | Roma                                                                  | Italia                                                                | 1 – 0                                                                 | Paesi Bassi                                                           | Amichevole                                                            | -                                                                     | 52’                                                                   |
| 12-6-1991                                                             | Malmö                                                                 | Danimarca                                                             | 0 – 2 dts                                                             | Italia                                                                | Torneo Scania 100 - Semifinale                                        | 1                                                                     | 74’                                                                   |
| 16-6-1991                                                             | Stoccolma                                                             | Italia                                                                | 1 – 1 dts (3 – 2 dtr)                                                 | Unione Sovietica                                                      | Torneo Scania 100 - Finale                                            | -                                                                     | 67’                                                                   |
| 12-10-1991                                                            | Mosca                                                                 | Unione Sovietica                                                      | 0 – 0                                                                 | Italia                                                                | Qual. Euro 1992                                                       | -                                                                     |                                                                       |
| 13-11-1991                                                            | Genova                                                                | Italia                                                                | 1 – 1                                                                 | Norvegia                                                              | Qual. Euro 1992                                                       | 1                                                                     | 57’                                                                   |
| Totale                                                                |                                                                       | Presenze                                                              | 9                                                                     |                                                                       | Reti                                                                  | 2                                                                     |                                                                       |

## Palmarès

### Club

#### Competizioni giovanili
- Campionato Primavera: 1

Cesena: 1985-1986

#### Competizioni nazionali
- Coppa Italia: 1

Roma: 1990-1991
- Campionato tedesco: 1

Bayern Monaco: 1996-1997
- Coppa di Lega tedesca: 1

Bayern Monaco: 1997
- Coppa di Germania: 1

Bayern Monaco: 1997-1998

### Individuale
- Capocannoniere della Coppa Italia: 1

1990-1991 (4 gol)